# Fumarate de calcium
Le fumarate de calcium est un composé organique de formule Ca(C2H2(COO)2). C'est le sel de calcium de l'acide fumarique. 
Il est utilisé comme additif alimentaire sous le numéro E367 notamment pour stimuler l'absorption du calcium. 